# 托达赖辛格
托达赖辛格（Todaraisingh），是印度拉贾斯坦邦Tonk县的一个城镇。总人口21203（2001年）。

## 人口
该地2001年总人口21203人，其中男性10934人，女性10269人；0—6岁人口3742人，其中男2067人，女1675人；识字率56.58%，其中男性为70.45%，女性为41.82%。